# Хедосбий
Хедосбий (Хедос, др.-греч. Χηδοσβιος) — боспорский царь, правивший во второй половине III века. Сведения, относящиеся к его правлению, реконструируются по единственной сохранившейся надписи, упоминающей его имя.

## Биография
Об этом царе известно лишь из эпиграфических данных. Его имя — неизвестного (вероятно, негреческого) происхождения. Его монеты неизвестны. В 1913 году В. В. Шкорпилом были найдены две части расколотой стелы, которая не могла быть надгробием. Сохранившиеся две строчки гласили «При царе Хедосе». Шкорпил В. В., а затем и Яйленко В. П. восстанавливали «Хедос» как «Хедосбий». Некоторые исследователи считали, что такая расшифровка имени неверна, а правильное имя этого царя — Хедос, в котором видели варварское имя. Эту стелу датировали второй половиной III века.
Личность и характер правления Хедосбия неизвестны. В. В. Шкорпил датировал правление Хедосбия с 280 по 283 год. Вслед за Шкорпилом Гайдукевич считал, что Хедосбий правил весь «тёмный» период между Тейраном и Фофорсом, в который отсутствовала чеканка монет, то есть с 278 по 285 год. О. Н. Мельников относил правление Хедоса к ок. 268 — ок. 275. Некоторые исследователи полагали, что Хедосбий был узурпатором. О. В. Шаров считал, что Хедосбий возглавлял варваров, вторгшихся на Боспор, захватил Пантикапей и оттуда организовывал походы 267—269 гг. и, возможно, 275 года. В. М. Зубарь и А. С. Русяева предполагали, что Хедос мог быть организатором морского похода против провинций Римской империи в 267—268 гг.